# Wers
Wers (fr. vers, z łac. versus – wiersz) – podstawowa jednostka wersyfikacyjna, niemal zawsze wyodrębniona jako pojedyncza linijka tekstu. Wers można także zdefiniować jako odcinek mowy wierszowanej między dwiema pauzami wersyfikacyjnymi.
Wers składa się z części przedklauzulowej (m.in. nagłos) i z części klauzulowej. Budowa wersu ustalona jest przez reguły konkretnego systemu wersyfikacyjnego. Powtarzalność wersu w obrębie utworu jest warunkiem jego budowy wierszowej i wytworzenia się w nim rytmu wierszowego. Wewnętrznie wersy dzielą się na jednostki w zależności od danego systemu wersyfikacyjnego – mogą rozdzielać je np. średniówki, pauzy, wzmocnienia akcentu itp. Połowa wersu to inaczej hemistych (półwiersz).
Wersy łączą się w strofy w przypadku wiersza stroficznego lub w akapity w przypadku wiersza stychicznego.